# Ceraclea microbatia
Ceraclea microbatia är en nattsländeart som först beskrevs av G. Marlier 1956.  Ceraclea microbatia ingår i släktet Ceraclea och familjen långhornssländor. Inga underarter finns listade i Catalogue of Life.